# Gąbka

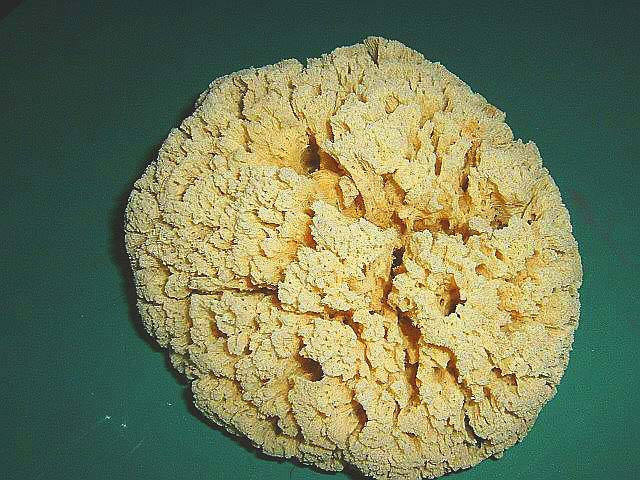
Naturalna gąbka do mycia ciała

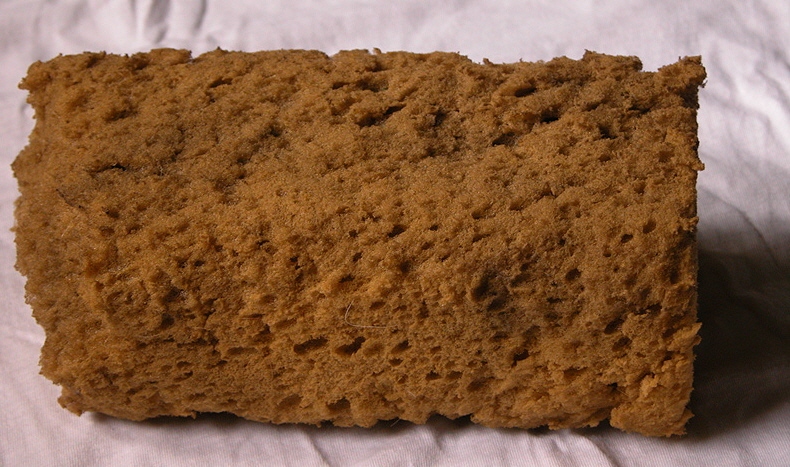
Gąbka do mycia samochodu

Gąbka – przedmiot mający wodochłonne właściwości,
wykorzystywany najczęściej do utrzymania czystości ludzkiego ciała, używany podczas kąpieli po uprzednim naniesieniu mydła, np. poprzez wcieranie lub nanoszenie płynu. W minionych wiekach stosowano gąbki naturalne, obecnie zwykle wytworzone są z materiałów tekstylnych, mogą mieć różne kształty, kolory i wielkości. Oprócz gąbek do mycia ciała spotyka się gąbki do mycia samochodów, do ścierania tablic, do mycia naczyń oraz gąbki do masażu.